# Vascanthogona vicenteae
Vascanthogona vicenteae es una especie de milpiés de la familia Anthogonidae endémica del norte de la España peninsular; se encuentra en el País Vasco.